# ولنتین دانیلوف
 ولنتین دانیلوف (روسی: Валентин Данилов؛ زاده ۱۹۵۱) یک فیزیک‌دان اهل روسیه است.